# Druid II: Enlightenment
Druid II: Enlightenment, anche presentato come Enlightenment: Druid II o solo Enlightenment, è un videogioco d'azione, seguito di Druid, pubblicato dalla Firebird Software nel 1987 per Commodore 64 e in seguito convertito anche per Amstrad CPC, Amiga e ZX Spectrum.